# Dalton Vigh
Dalton Vigh de Sousa Vales (Rio de Janeiro, 10 de julho de 1964) é um ator brasileiro. Iniciou sua carreira na Rede Manchete, com Tocaia Grande, onde fez também Xica da Silva. Conquistou seu primeiro protagonista no SBT, ao estrelar a novela Pérola Negra com Patrícia de Sabrit, com quem também protagonizou Vidas Cruzadas da RecordTV.
Tornou-se conhecido no Brasil e no exterior ao interpretar Said Rachid, da telenovela O Clone da Rede Globo. Na mesma emissora, foi também o vilão da novela O Profeta além de protagonista em Duas Caras e Fina Estampa. Um de seus trabalhos mais recentes foi a atuação como Sr. Pendleton (Otto) em As Aventuras de Poliana, e em Poliana Moça.

## Biografia
Nascido no Rio de Janeiro, aos três anos de idade seus pais se separaram, e Dalton mudou-se com a mãe para Santos. Em entrevistas revelou que seu pai ficou morando no Rio mas não era muito próximo dele. Passou a viver com a mãe na casa da avó materna, mas como a mãe trabalhava o dia inteiro, ficava com a avó em casa. Pouco tempo depois sua mãe casou-se de novo. Ele morou alguns meses com a mãe e o padrasto, mas preferiu voltar a viver com a avó, que o criou. Conhecido por sua altura de 1,92 m, revelou que foi um adolescente muito tímido, que tinha dificuldade de relacionamento social, até que aos dezoito anos foi morar sozinho nos Estados Unidos, e lá estudava inglês e trabalhava como garçom. No país começou a lutar caratê, o que o fez ganhar um senso de independência e auto estima. Retornou ao Brasil aos 21 anos, voltando a viver com a avó. Contou que nessa época passou a beber e sair com diversas garotas, e que nunca pretendia casar e ter filhos, revelando em entrevistas ter traído todas as suas namoradas, por pura imaturidade.
Aos 22 anos, em 1986, mudou-se sozinho de Santos para São Paulo, onde teria maiores oportunidades de ajudar sua família. Lá, passou no vestibular, e começou a estudar publicidade pela Universidade Metodista de São Paulo, mas não concluiu o curso, pois não gostou da área. Fora da universidade e só com o diploma do ensino médio, passou a trabalhar como vendedor de carro, corretor de imóveis e vendedor de loja, e posteriormente na  parte administrativa de diversos escritórios. O ator contou que nesta época começou a fazer psicoterapia, tendo se tratado por mais de dez anos, buscando cuidar do seu lado emocional, e descobrir o que realmente queria para sua vida profissional. Na Capital Paulista começou a investir em cursos de interpretação. Formou-se no Centro de Artes e Educação Célia Helena, e a partir daí começou a fazer comercial, figuração e peças de teatro.
Aos 26 anos a situação financeira de sua família piorou quando, em 1990, teve o confisco das poupanças pelo presidente Collor. Disse que nesta época a família vendeu tudo o que tinha, e a mãe e o padrasto mudaram-se para a Capital Paulista, para morar temporariamente com ele, pois ambos estavam em busca de trabalho. Quando fez 29 anos, sua mãe e seu padrasto, já bem estruturados financeiramente, adotaram uma menina, a quem batizaram de Fernanda. Quando Dalton fez 30 anos, em 1994, seu padrasto faleceu repentinamente de problemas cardíacos. Em entrevistas revelou que a mãe ficou desestruturada, financeiramente e emocionalmente, pois perdeu o marido e o emprego. A mãe e a irmã voltaram para Santos para viver na casa da avó de Dalton. Nesta época, Dalton passou a ajudar mais ainda a mãe, por que agora precisavam cuidar de sua irmã.
Sem perspectivas maiores, não queria voltar para a faculdade. Continuou a investir em cursos de atuação, e a fazer as peças de teatro, até que conseguiu seu primeiro papel na TV, em 1995, e não parou mais. Contou nas entrevistas ter tido muita sorte, pois nunca ficou sem trabalhos na televisão. O ator já trabalhou na Rede Manchete, SBT, Record e TV Globo.

## Carreira
Seu primeiro trabalho na televisão brasileira foi na telenovela Tocaia Grande, de 1995. Protagonizou com Patrícia de Sabrit as novelas Pérola Negra do SBT e Vidas Cruzadas da RecordTV. Dalton ganhou notoriedade ao apresentar o programa Top TV, em 2000. Foi também apresentador do canal de televisão a cabo People & Arts. Porém, o maior reconhecimento do público veio com a sua interpretação de Said Rachid na telenovela O Clone, de 2001. Interpretou o personagem histórico Luigi Rossetti na minissérie A Casa das Sete Mulheres (2003). Dalton voltou a brilhar como o grande vilão Clóvis Moura na telenovela O Profeta, de 2006. O sucesso em O Profeta valeu-lhe um convite para interpretar no horário nobre o personagem título da telenovela Duas Caras (2007), escrita por Aguinaldo Silva, interpretando o anti-herói da trama Marconi Ferraço, que se redime no decorrer da história. Sua estreia no cinema foi em Por Trás do Pano, de 1999.
No teatro atuou em várias peças, sobretudo em comédias. Em 2009 esteve no elenco do seriado Cinquentinha, em 2010 participou das séries S.O.S. Emergência, Na Forma da Lei e As Cariocas. Em 2011, participou da minissérie Amor em Quatro Atos, inspirada em canções de Chico Buarque, estrelando o episódio "Meu único defeito foi não saber te amar", esteve no seriado Lara com Z e protagonizou Fina Estampa da Rede Globo, como Renê Velmont, um chef de cozinha disputado por uma dondoca e uma mulher batalhadora. Entre 2012 e 2013 atuou na novela Salve Jorge de Glória Perez interpretando o advogado Carlos Flores Galvão. Em 2015, interpreta o médico Tomás em I Love Paraisópolis. Em 2016, atuou na telenovela Liberdade, Liberdade. Em 2017 foi dispensado pela Rede Globo e realizou uma participação na série O Negócio da HBO. Entre 2018 e 2020 atuou em As Aventuras de Poliana.

## Vida pessoal
De 2000 a 2002 Dalton namorou a atriz Micaela Góes. Entre 2003 e 2007 namorou a também atriz Bárbara Paz. Em 2009 começou um relacionamento com a atriz Camila Czerkes, ficando noivo em 2011 e casou-se em 2012. Em 16 de julho de 2016, em São Paulo, nasceram seus filhos gêmeos, Arthur e David.

## Filmografia

### Televisão
| Ano     | Título                   | Personagem / Cargo                                                | Notas                                             |
| ------- | ------------------------ | ----------------------------------------------------------------- | ------------------------------------------------- |
| 1995    | Tocaia Grande            | Boaventura Andrade Filho (Venturinha)                             |                                                   |
| 1996    | Xica da Silva            | Frei Inquisidor Expedito                                          |                                                   |
| 1997    | Os Ossos do Barão        | Luigi Santobuono                                                  |                                                   |
| 1998    | Estrela de Fogo          | Fernão Gomes de Oliveira                                          |                                                   |
| 1998    | Pérola Negra             | Tomás Álvares Toledo                                              |                                                   |
| 1999    | Andando nas Nuvens       | Dr. Cícero                                                        | Episódios: "11–13 de outubro"                     |
| 1999    | Terra Nostra             | Aníbal                                                            | Episódio: "18 de dezembro"                        |
| 2000    | Top TV                   | Apresentador                                                      |                                                   |
| 2000    | Sãos & Salvos!           | Léo                                                               | Episódio: "12 de outubro"                         |
| 2000    | Vidas Cruzadas           | Lucas de Assis                                                    |                                                   |
| 2001    | O Clone                  | Said Rachid                                                       |                                                   |
| 2002    | Os Normais               | Corretor de imóveis                                               | Episódio: "O Normal a Ser Feito"                  |
| 2003    | A Casa das Sete Mulheres | Luigi Rossetti                                                    |                                                   |
| 2003    | Retrato Falado           | Wálter Forster                                                    | Episódio: "O Primeiro Beijo da TV"                |
| 2004    | Malhação                 | Prof. Oscar Nunes Medeiros                                        | Temporada 11                                      |
| 2005    | Começar de Novo          | Johnny                                                            | Episódios: "16 de março–11 de abril"              |
| 2005    | Sob Nova Direção         | Dr. Maurício                                                      | Episódio: "Massagem para Você"                    |
| 2005    | Linha Direta Justiça     | Heinrich Himmler                                                  | Episódio: "Justiça"                               |
| 2006    | Linha Direta Justiça     | Danilo Stevanovich                                                | Episódio: "Gran Circus Norte-Americano"           |
| 2006    | O Profeta                | Clóvis Moura                                                      |                                                   |
| 2007    | Duas Caras               | Marconi Ferraço (Ferraço) / Adalberto Rangel / Juvenaldo Ferreira |                                                   |
| 2008    | Casos e Acasos           | Manoel                                                            | Episódio: "Ele é Ela, Ela é Ele e Ela ou Eu"      |
| 2009    | Negócio da China         | Dr. Otávio de La Riva                                             | Episódios: "16 de janeiro–13 de março"            |
| 2009    | Cinquentinha             | Claus Martinez                                                    |                                                   |
| 2010    | S.O.S. Emergência        | Dr. Tiago                                                         | Episódio: "Hora de Ir pra Cama"                   |
| 2010    | Na Forma da Lei          | César Borges                                                      | Episódio: "Olho por Olho" Episódio: "Não Matarás" |
| 2010    | As Cariocas              | Giuliano                                                          | Episódio: "A Adúltera da Urca"                    |
| 2011    | Amor em Quatro Atos      | Lauro                                                             | Episódio: "Meu Único Defeito"                     |
| 2011    | Lara com Z               | Claus Martinez                                                    |                                                   |
| 2011    | Fina Estampa             | Renê Velmont                                                      |                                                   |
| 2012    | As Brasileiras           | Fernando                                                          | Episódio: "A Doméstica de Vitória"                |
| 2012    | Salve Jorge              | Carlos Flores Galvão                                              |                                                   |
| 2015    | I Love Paraisópolis      | Dr. Tomás Bezzera                                                 |                                                   |
| 2016    | Liberdade, Liberdade     | Antônio Raposo Viegas (Dom Raposo)                                |                                                   |
| 2018    | O Negócio                | Rodolfo Sherman                                                   | Episódio: "Resistência"                           |
| 2018–20 | As Aventuras de Poliana  | César Pendleton / Otto Monteiro (Sr. Pendleton)                   |                                                   |
| 2019    | A Divisão                | Deputado Venâncio Couto                                           |                                                   |
| 2021    | Bake Off Celebridades    | Participante                                                      |                                                   |
| 2022    | Poliana Moça             | César Pendleton / Otto Monteiro (Otto)                            |                                                   |
| 2022    | Não Foi Minha Culpa      | João                                                              | Episódio: "Joana"                                 |
| 2024    | Dom                      | Herlon Costa                                                      | Temporada 3                                       |

### Cinema
| Ano  | Título                            | Personagem                      | Notas          |
| ---- | --------------------------------- | ------------------------------- | -------------- |
| 1994 | O Porão                           | George                          | Curta-metragem |
| 1999 | Por Trás do Pano                  | Tony                            |                |
| 2004 | Vida de Menina                    | Alexandre                       |                |
| 2005 | Mais uma Vez Amor                 | Empresário                      |                |
| 2006 | Mulheres do Brasil                | Bernardo                        |                |
| 2011 | Corpos Celestes                   | Francisco                       |                |
| 2014 | Jogo da Memória                   | Antônio                         |                |
| 2016 | Meu Amigo Hindu                   | Dr. Morris                      |                |
| 2017 | A Comédia Divina                  | Mateus                          |                |
| 2018 | Nada a Perder                     | Juiz Ramos                      |                |
| 2019 | Nada a Perder 2                   | Juiz Ramos                      |                |
| 2019 | Kardec                            | Sr. Dufaux                      |                |
| 2020 | A Divisão: O Filme                | Deputado Venâncio Couto         |                |
| 2023 | As Aventuras de Poliana - O Filme | César Pendleton / Otto Monteiro |                |

## Teatro
| Ano     | Título                             |
| ------- | ---------------------------------- |
| 1994    | A Semente                          |
| 1994–95 | Ressuscita-me                      |
| 1996    | Futuro do Pretérito                |
| 1999    | As Viúvas                          |
| 1999    | Camila Baker                       |
| 2002–06 | A Importância de ser Fiel          |
| 2004    | Medeia                             |
| 2005    | Os Sete Gatinhos                   |
| 2006    | Nunca se Sábado                    |
| 2009    | Cloaca                             |
| 2010    | Vamos                              |
| 2013–14 | Azul Resplendor                    |
| 2017–18 | Uma Peça por Outra                 |
| 2019    | Caros Ouvintes                     |
| 2024    | Paixão de Cristo de Nova Jerusalém |

## Prêmios e Indicações
| Ano  | Festival                      | Categoria                                   | Trabalho                                    | Resultado |
| ---- | ----------------------------- | ------------------------------------------- | ------------------------------------------- | --------- |
| 2007 | Prêmio Contigo! de TV         | Melhor Ator Coadjuvante                     | O Profeta                                   | Indicado  |
| 2007 | Prêmio Extra de Televisão     | Melhor Ator Coadjuvante                     | O Profeta                                   | Indicado  |
| 2008 | Prêmio Contigo! de TV         | Melhor Ator                                 | Duas Caras                                  | Indicado  |
| 2008 | Prêmio Contigo! de TV         | Melhor Par Romântico (com Marjorie Estiano) | Duas Caras                                  | Indicado  |
| 2010 | Prêmio Arte Qualidade Brasil  | Melhor Ator Coadjuvante em Minissérie       | Cinquentinha                                | Indicado  |
| 2011 | Prêmios Ohhtel                | Prêmio especial ao "coroa mais sexi do ano" | Prêmio especial ao "coroa mais sexi do ano" | Venceu    |
| 2011 | Prêmio Quem de Televisão      | Melhor Ator de Televisão                    | Fina Estampa                                | Indicado  |
| 2012 | Prêmio Contigo! de TV         | Melhor Ator de Novela                       | Fina Estampa                                | Indicado  |
| 2012 | Prêmio Contigo! de TV         | Melhor Ator Coadjuvante em Série            | Lara com Z                                  | Indicado  |
| 2020 | Troféu Internet               | Melhor Ator de Novela                       | As Aventuras de Poliana                     | Indicado  |
| 2020 | Festival Sesc Melhores Filmes | Melhor Ator Nacional                        | A Divisão: O Filme                          | Indicado  |
| 2023 | Troféu Internet               | Melhor Ator de Novela                       | Poliana Moça                                | Pendente  |